# Rajko Dujmić
Rajko Dujmić (Zagreb, 7. kolovoza 1954. – Rijeka, 4. kolovoza 2020.) bio je hrvatski glazbenik i skladatelj, poznat kao vođa pop sastava Novi fosili. Dobitnik je Porina za životno djelo.

## Životopis
Dujmić je u Zagrebu završio srednju glazbenu školu na smjeru violina te je potom apsolvirao na Pedagoškoj akademiji. Počeo je svirati klavijature u rock sastavima “Grupa Marina Škrgatića”, “Crno bijeli”, “Clan” i “Zlatni akordi” , VIS Qou Vadis. Prva njegova autorska pjesma »Smij se« izvedena je na Boom festivalu 1972. u Ljubljani s Grupom Marina Škrgatića.
Većinu svoje karijere je Dujmić proveo u Novim fosilima (u koje je ušao u početku 1977. godine), čija je najprodavanija ploča Budi uvijek blizu, objavljena godine 1981. bila prodana blizu 500 tisuća primjeraka, čime je dostigla dijamantnu nakladu.
Na tom albumu su neki od najvećih hitova Dujmića i Fosila poput:
- "Plava košulja" (iako u pripjevu riječi pjesme idu Jedino tvoje što imam, najdraža košulja plava)
- "Tonka"
- "Ključ je ispod otirača"

Svoj prvi i jedini samostalni album Nizvodno od raja objavio je 1993. godine. CD "Gold Collection" s njegovim najboljim pjesmama koje je pisao za druge izvođače i Nove fosile izdan je 2009. godine.
Nešto manje poznat je i po autorskom opusu popularne duhovne glazbe. Nastupa na festivalu duhovne glazbe »Stepinčeva katedrala '92« kao solist (izveo je suautorsku skladbu »Bože, reci da znam«, suautor je Gibonni) te su mu na festivalu izvedene i autorske skladbe »Nebeskom Vojniku« (Sanja Doležal) i »Stijeg« (Jasmin Stavros). Iste godine proizvodi prvi album bogoslovnog sastava »Hosana«. Objavio je 2007. nosač zvuka »Mir i dobro«, a iste je godine za zbor mladih »Stope« iz Korčule napisao skladbu »Moja ljubav si Ti«, s kojom su nastupili na Uskrsfestu.
Nakon što je 29. srpnja 2020. godine doživio tešku prometnu nesreću u blizini mjesta Ravna Gora, Dujmić je šest dana kasnije, 4. kolovoza podlegao ozljedama u riječkom KBC-u, u 65. godini života. Kremiran je na zagrebačkom Mirogoju, 17. kolovoza 2020. godine.

## Diskografija

### Studijski albumi
- 1993. – Nizvodno od raja
- 1994. – Izvorna glazba iz filma "Cijena života"
- 1996. – Knjiga koja pjeva

### Singlovi
- 1993. – Leina / Ne daju mi

### Kompilacije
- 1991. – Hit Maker
- 1992. – Balade – Nitko između nas
- 2008. – Zagrli moju dušu

## Vanjske poveznice
- Discogs.com – Rajko Dujmić – Diskografija
- Facebook – Rajko Dujmić – Facebook Fan Page
- Croatia Records – Rajko Dujmić – Croatia Records